# Alan Lomax
Alan Lomax (31 de gener de 1915 - 19 de juliol de 2002) fou un etnomusicòleg nord-americà. Treballà arreu del món enregistrant música, incloent-hi Catalunya, el País Valencià i les Illes Balears.

## Biografia
Nascut a Austin, Texas, el 1915, Alan Lomax fou el tercer fill del matrimoni format per John Avery Lomax i Bess Brown. A causa de la seva dèbil salut (contínuament patia d'asma, infeccions d'orella, amigdalitis, etc.), ell i els seus germans passaren gran part de la seva infància a casa, i els pares s'encarregaren de la seva educació. D'aquesta manera, Alan cresqué en un ambient familiar ple de cançons i poesia que el seu pare els ensenyava o improvisava. D'altra banda, també hi havia molta competitivitat entre els germans, promoguda pels pares en forma de premis, a l'hora d'aprendre ràpidament, i això es reflectí més endavant quan Alan ingressà a l'escola elemental a Austin.
El 1925, el pare d'Alan, l'etnomusicòleg John Lomax, va canviar de feina per una polèmica a la Universitat de Texas, i passà a tenir un càrrec al Republic National Bank of Dallas. L'increment de salari que això comportà permeté que la família es mudàs a un xalet als afores de Dallas i que Alan ingressés a Terril School for Boys, una prestigiosa escola privada.
Les notes d'Alan, tant a l'escola elemental com a la Terrill School, foren sempre excel·lents. Tot i així, el seu pare volgué educar-lo també físicament, “donar-li caràcter, ensenyar-li a ser un home -de Texas-”. Així, quan tenia deu anys, i els anys posteriors, Alan fou enviat a passar l'estiu al ranxo d'uns amics de la família, on feia feina durant el dia i llegia els llibres que li enviava el seu pare a la nit.
Va matricular-se a Choate School a Connecticut, on romangué durant un any (curs escolar de 1929-1930). Durant aquella època, passà molts caps de setmana a Nova York, i també visità Boston, per anar a escoltar les grans orquestres de les ciutats, visitar museus i anar al teatre, fins que els seus pares varen dir-li que no es podien permetre tantes despeses. Al contrari del que els seus pares planejaven, Alan volia passar un any més a Connecticut, però la seva mare es posà malalta, i acabà posposant els exàmens preparatoris per Harvard per matricular-se a la Universitat de Texas, on pogués estar més a prop de casa seva.
A la Universitat de Texas, Lomax va llegir Nietzsche i es va interessar en filosofia. S'uní al diari de la universitat, i va escriure diverses columnes i articles d'opinió fins que fou censurat per un editorial sobre el control de la natalitat. En aquesta època també començà a mesclar-se amb la cultura afroamericana, acudint a clubs de negres sota el risc d'expulsió.
La mort de la seva mare i els efectes de la Gran Depressió dugueren canvis a la seva família. Tot i així, amb 16 anys Alan aconseguí una beca per anar a Harvard, on es matriculà a Filosofia. Allà s'apropà a idees polítiques radicals per a l'època i el lloc, com el comunisme. L'any següent es va prendre un any sabàtic per acompanyar al seu pare a recol·lectar cançons per a la Library of Congress. D'aquest viatge sorgiren dos llibres: American Ballads and Folk Songs (1934) i Negro Folk Songs as Sung by Lead jelly (1936). Més endavant, l'estiu de 1935, Lomax realitzà els seus primers viatges per recol·lectar cançons sense el seu pare, amb la companyia de Zora Neale Hurston i Mary Elizabeth Barnicle.
Quan tornà a Texas, es graduà en filosofia amb menció summa cum laude, i esdevingué membre de Phi Beta Kappa, una prestigiosa societat d'honor promotora de les arts liberals i les ciències. El febrer de 1937 es casà amb Elizabeth Lyttleton Harold, amb qui viatjà a Haití, i que col·laborà amb ell abans i després del seu divorci el 1949. Lomax va viatjar i treballar amb diversos col·laboradors, com les ja mencionades Elizabeth i Zora, John Wesley, Lewis John, Robin Roberts, Shirley Collins, etc. a llocs tan diversos com Florida, Missisipí, el Carib, el Marroc, Irlanda, les Bahames i Gran Bretanya. Fins al 1942 treballà a l'arxiu de Folk de la Library of Congress, i també va gravar nombroses entrevistes a músics de jazz com Muddy Waters, Leadbelly i Jelly Roy Morton.
Els anys següents, enregistrà diversos programes de ràdio i de shows de televisió sobre música folk, però tant ell com el seu pare pensaven que no se li donava el tractament adequat. El 1940 participà a en la gravació de dos discos de folk amb la companyia RCA. El mateix any va tenir el seu propi programa de televisió, juntament amb Nicholas Ray, anomenat Back Where I Came From, on es mostraven contes, proverbis, sermons i cançons folklòriques.
A finals dels anys 40, Lomax va ser acusat per l'FBI de simpatitzar amb idees comunistes. Aquest fe el dugué a marxar cap a Europa el 1950, tot i que ell sempre digué que se n'anava per recol·lectar música folk d'arreu del món. Va estar-se una llarga estada (set mesos) a Espanya, on no només enregistrà música de gran part del territori, sinó que també creà un arxiu fotogràfic del país. Algunes d'aquestes gravacions inspiraren Miles Davis per gravar el seu àlbum Sketches of Spain (1960). Altres regions on treballà foren Irlanda, Anglaterra, Escòcia i Itàlia.

## Cantometrics
Entès com a “mesura de cançons”, és un mètode desenvolupat per Alan Lomax i el seu equip d'investigadors per relacionar els elements de la música vocal tradicional d'arreu del món, amb l'objectiu d'establir relacions entre els estils de cançons i les normes socials de la cultura que les produeix.
Per a això, es definiren 37 variables mesurables, desenvolupades per Lomax i el seu equip amb ajuda de lingüistes, otorrinolaringòlegs i altres especialistes de la veu, que es puntuen en una escala de cinc punts segons la seva presència o absència a la cançó tractada. Alguns exemples són: cohesió del grup en el cant, respiració, durada de les frases, melismes, etc.
Aquest mètode es proposà per primera vegada el 1959, i fou aprovat per la Universitat de Colúmbia, que el gestionà fins al 1982. Durant els següents anys, es preparà una mostra de 2.527 cançons de 233 cultures diferents, que més endavant s'amplià fins a 4.000 cançons d'unes 400 cultures, que estengueren i reafirmaren les conclusions inicials.
La principal conclusió a la qual arribaren Lomax i el seu equip va ser que l'estil musical està significativament afectat per determinats elements culturals, com ara el tipus de subsistència, l'estructura política, les convencions sexuals, la complexitat de l'estructura social o la divisió de classes. També es comprovà que cada cultura individual comparteix elements amb les cultures veïnes, la qual cosa facilita el seu agrupament en regions molt més grans.

## Obres
- American Ballads and Folk Songs (1934)
- Negro Folk Songs as Sung by Leadbelly (1936)
- Cowboy Songs and Other Frontier Ballads (1937)
- Our Singing Country: A Second Volume of American Ballads and Folk Songs (1941)
- American Folksong and Folklore (1942)
- Folk Songs: USA (1946)
- Mister Jelly Roll: The Fortunes of Jelly Roll Morton, New Orleans Creole and "Inventor of Jazz" (1950)
- Harriet and Her Harmonium (1955)
- The Rainbow Sign (1959)
- The Folk Songs of North America (1960)
- The Leadbelly Songbook (1962)
- Hard-Hitting Songs for Hard-Hit People (1967)
- Folk Song Style and Culture (1968)
- 3000 Years of Black Poetry (1969)
- Cantometrics: A Method of Musical Anthropology (1977)
- Land Where the Blues Began (1993)
- Brown Girl in the Ring : An Anthology of Song Games from the Eastern Caribbean Alan Lomax (1997)

## Discografia (enregistraments)
- Negro Sinful Songs (1939)
- Dustbowl Ballads (1940)
- The Midnight Special (1940)
- Music and interviews with Jelly Roll Morton (1941)
- Folk Songs of the United States
- American Sea Songs And Shanties
- Folk Songs of Great Britain (1961)
- Folk Songs of Spain (1953)
  - The Spanish Recordings: Aragón & València
  - The Spanish Recordings: Basque Country: Biscay and Guipuzcoa
  - The Spanish Recordings: Basque Country: Navarre
  - The Spanish Recordings: Extremadura
  - The Spanish Recordings: Galicia
  - The Spanish Recordings: Ibiza & Formentera: The Pityusic Islands
  - The Spanish Recordings: Mallorca: The Balearic Islands
- Columbia World Library of Folk and Primitive Music (1955)
- Heather and Glen (1959)
- Southern Journey (1959)
- Negro Prison Songs (1959)
- Southern Folk Heritage (1960)
- The Gospel Ship: Baptist Hymns and White Spirituals from the Southern Mountains (1977)
- Sound of the south (1993)